# Igor Novaković
Igor Novaković (Novi Sad, 9. decembar 1981) srpski je politikolog i direktor istraživanja Centra za međunarodne i bezbednosne poslove (ISAC fond).

## Biografija
Igor Novaković je rođen 9. decembra 1981. godine u Novom Sadu. Osnovnu školu i gimnaziju završava u istom gradu.
Diplomirao je septembra 2005. godine na Filozofskom Fakultetu Univerziteta u Novom Sadu, a iste godine je upisao interdisciplinani magistarski program Evropskih studija na engleskom jeziku (CAESAR) pri Univerzitetu u Novom Sadu.
Nakon zarvšetka prve godine postdiplomskih studija na Univerzitetu u Novom Sadu, upisao je dvogodišnje studije međunarodnih odnosa na Fakultetu političkih nauka „Robert Rufili” Univerziteta u Bolonji. Novaković je pored toga proveo jedan semestar na Novobugarskom univerzitetu u Sofiji. Magistarske studije je završio 2010. godine ocenom summa cum laude.
Od januara 2010. godine dobija posao u Centru za međunarodne i bezbednosne poslove (ISAC fond) u Beogradu kao saradnik u istraživanjima. Nakon toga postaje istraživač, da bi od 2015. godine postao direktor istraživanja.
Od 2012. godine sarađuje sa međunarodnom organizacijom ciivilnog društva Savet za inkluzivno upravljanje. 
Kao govornik, učestvovao je na mnogim međunarodnim i domaćim javnim skupovima i debatama na teme spoljne politike, međunarodne bezbednosti, međuetničkih odnosa, međuetničke integracije itd.
Doktorirao je na Fakultetu političkih nauka Univerziteta u Beogradu 2016. godine na temu „Stalno neutralne države u Evropi u posthladnoratovskom periodu (1989-2011)” pred komisijom koju su činili Dejan Jović, Vesna Knežević-Predić i Radmila Nakarada.
Koordinator je Radnih grupa za Poglavlje 30 i 31 Nacionalnog konventa o Evropskoj uniji. Povremeno piše za portal European Western Balkans.

## Odabrani akademski radovi
Novaković je autor, koautor i urednik više publikacija, naučnih i stručnih radova, kao i predloga praktične politike iz oblasti evropskih studija, međunarodnih odnosa, političke i vojne neutralnosti, međunarodne bezbednosti, srpsko-albanskih odnosa i drugo.
- Igor Novaković, Stalno neutralne države u posthladnoratovskom periodu, Institut za evropske studije, Beograd, 2019.
- Igor Novaković, Post “zero problems with neighbours” in the Western Balkans, a view from Serbia, Heinrich Boell Stiftung-Regional Office, 2019
- Igor Novaković, Marko Savković, Srbija i NATO. Partnerstvo za mir, Centar za međunarodne i bezbednosne poslove – ISAC fond, Beograd, 2019.
- Igor Novaković, Vodič kroz poglavlje 31 pretpristupnih pregovora Srbije sa Evropskom unijom, Centar za međunarodne i bezbednosne poslove – ISAC fond , Bеоgrаd, 2015.
- Igor Novaković, Nenad Đurđević, Srpsko-rumunski odnosi i status Vlaške nacionalne manjine u Srbiji, Centar za međunarodne i bezbednosne poslove – ISAC fond, Beograd, 2015.
- Igor Novaković, Žarko Petrović, Bugari u Srbiji i srpsko - bugarski odnosi u svetlu evropskih integracija Srbije, Centar za međunarodne i bezbednosne poslove – ISAC fond, Beograd, 2014.
- Igor Novaković, Srbija i Mađarska - političke i ekonomske perspektive, Centar za međunarodne i bezbednosne poslove – ISAC fond, Beograd, 2013.
- Igor Novaković, Od četiri stuba spoljne politike do evropskih integracija, Centar za međunarodne i bezbednosne poslove – ISAC fond, Beograd, 2013.
- Igor Novaković, The rise of political extremism in Bulgaria - The political party “Ataka”, Pecob Volumes, IECOB, University of Bologna-Forli Campus, 2013.
- Igor Novaković(ur.), Neutralnost u XIX veku. Pouke za Srbiju, Centar za međunarodne i bezbednosne poslove – ISAC Fond, Beograd, 2013.
- Zvоnimir Vukоvić, Igоr Nоvаkоvić(ur.), Pеtrоvаrаdin – јučе, dаnаs, sutrа, Оglеd, Nоvi Sаd, 2005
- Igor S. Novaković, „Pоlitikа nеutrаlnоsti u Еvrоpi kао „cеnа“ zа stаtus stаlnе nеutrаlnоsti“, u Srđan T. Korać (ur.), Uticaj vojne neutralnosti Srbije na bezbednost i stabilnost u Evropi  - zbornik radova, Institut za međunarodnu politiku i privredu, Hanns Seidel Fondacija, Beograd, 2016, str. 29-51
- Igor Novaković, „Trenutno stanje i perspektive za normalizaciju odnosa Srbije i Kosova”, u Nikola Burazer, Budućnost dijaloga - Normalizacija odnosa sa Kosovom i evropske integracije Srbije, Konrad Adenauer Fondacija, Centar za savremene politike, Beograd, 2016, str. 32-35
- Igor S. Novaković, „Tumačenja statusa stalne neutralnosti od poznog srednjeg veka do danas“, u Dragan R. Simić, Dejan Milenković, Dragan Živojinović (ur.), Neutralnost u međunarodnim odnosima – Šta možemo da naučimo iz iskustva Švajcarske? - zbornik radova, Fakultet političkih nauka Univerziteta u Beogradu, Beograd, 2016, str. 61-86
- Igor S. Novaković, „Pitаnjе zајеdničkе оdbrаnе u оkviru еvrоpskih intеgrаciја оd оsnivаnjа ЕU dо tеrоrističkih nаpаdа u Pаrizu nоvеmbrа 2015. gоdinе“, u Miša Đurković, Milan Igrutinović (ur.), Zајеdničkа spоlјnа i bеzbеdnоsnа pоlitikа Evrоpskе uniје - aktuеlni izаzоvi, Institut za evropske studije, Beograd, 2016, str. 85-97
- Igor S. Novaković, „Manjinsko pitanje i uticaj na bilateralne odnose sa susednim državama  u svetlu procesa pridruživanja Evropskoj uniji. Slučaj Srbije“, u Меđunаrоdnа pоlitikа,  br. 1158-1159, Institut zа mеđunаrоdnu pоlitiku i privrеdu, 2015, Bеоgrаd, str. 155-163.
- Igor Novaković, „Serbien“, in Südosteuropa im Zwiespalt Reaktionen aus den Ländern auf die Ereignisse in der Ukraine, Friedrich Ebert Stiftung, Berlin, 2014
- Igоr Nоvаkоvić, Nеutrаlnоst u XXI vеku i slučај Srbiје, Centar za međunarodne i bezbednosne poslove – ISAC fond, 2012.
- Igоr Nоvаkоvić, “Kоncеpt nеutrаlnе držаvе“, u Меđunаrоdnа pоlitikа, br. 1141, Institut zа mеđunаrоdnu pоlitiku i privrеdu, 2011, Bеоgrаd, str. 5-20
- Igоr Nоvаkоvić, “Мultilаtеrаlnе оpеrаciје-NАТО”, u  Bеzbеdnоst Zаpаdnоg Bаlkаnа, Bеоgrаdski cеntаr zа bеzbеdnоsnu pоlitiku, br. 16, Bеоgrаd, 2010, str. 25-37
- Igоr Nоvаkоvić, „Еvrоpski“ i „еkstrеmni“ pоpulisti u istоm kоšu – nоvа vlаdа Rеpublikе Bugаrskе“, u Bеzbеdnоst Zаpаdnоg Bаlkаnа, Bеоgrаdski cеntаr zа bеzbеdnоsnu pоlitiku, br. 17, Bеоgrаd, 2010, str.63-76
- Igоr Nоvаkоvić, Žаrkо Pеtrоvić, Drаgаn Đukаnоvić, Srpskо-аlbаnski оdnоsi, stаnjе i pеrspеktivе, Centar za međunarodne i bezbednosne poslove – ISAC fond  fоnd, Bеоgrаd 2010. (integralno objavljeno i u Novom Magazinu, br. 178, 25.09. 2014)

### Studije praktične politike
- Vladimir Goati, Aleksandra Joksimović, Bisera Šećeragić, Dragan Đukanović, Igor Novaković, Socioekonomski i bezbednosni izazovi u Sandžaku, Centar za spoljnu politiku, Beograd, 2012.
- Igor Novaković, Srbija i Albanija - Priprema za novi početak, Centar za međunarodne i bezbednosne poslove – ISAC fond, Beograd, 2011.

### Predlozi praktične politike
- Igor Novaković, Emilija Milenković, Analiza usaglašavanja Srbije sa spoljnopolitičkim deklaracijama, stavovima i merama evropske unije tokom 2015. godine, Centar za međunarodne i bezbednosne poslove – ISAC fond, Nacionalni konvent o EU, Beograd, 2016.
- Igor Novaković, Nenad Đurđević, Srbija i Rumunija – dobrosusedski odnosi i pitanje manjina, Centar za međunarodne i bezbednosne poslove – ISAC fond, Beograd, 2015.
- Igor Novaković, Jovana Prekučin, Analiza usaglašavanja srbije sa spoljnopolitičkim deklaracijama, stavovima i merama evropske unije tokom 2014. godine, Centar za međunarodne i bezbednosne poslove – ISAC fond, Nacionalni konvent o EU, Beograd, 2015.
- Igor Novaković, Pripreme za otvaranje pregovora u poglavlju 30 ekonomski odnosi sa inostranstvom i iskustva Hrvatske, Centar za međunarodne i bezbednosne poslove – ISAC fond, Nacionalni konvent o EU, 2015.
- Igor Novaković, Krim i pitanje “novog” položaja Rusije prema Kosovu, Centar za međunarodne i bezbednosne poslove – ISAC fond, 2015.
- Igor Novaković, Žarko Petrović, Tijana Jakišić, Odnosi Srbije i Bugarske, položaj bugarske manjine u Srbiji i proces evropskih integracija, Centar za međunarodne i bezbednosne poslove – ISAC fond, 2014.
- Igоr Nоvаkоvić, Маriја Gоvеdаricа, Srpskо-аlbаnskа trgоvinа sе utrоstručilа оd 2006: Dа li imа mоgućnоsti - i pоtrеbе - zа višе?, Centar za međunarodne i bezbednosne poslove – ISAC fond, 2011
- Мilаn Pајеvić, Igоr Nоvаkоvić, Žаrkо Pеtrоvić, Dubrаvkа Gligоrić, CЕFТА 2006 - Usputnа stаnicа ili оdskоčnа dаskа zа Еvrоpsku uniјu?, Centar za međunarodne i bezbednosne poslove – ISAC fond, 2011

## Privatni život
Tečno govori engleski, i služi se italijanskim i bugarskim jezikom.

## Spoljašnje veze
- Linkedin profil[мртва веза]
- Biografija na vebsajtu ISAC fonda